# بارکام
بارکام (به لاتین: Barkam) یک شهرستان در جمهوری خلق چین است که در Ngawa Tibetan and Qiang Autonomous Prefecture واقع شده‌است.

## خصوصیات
بارکام ۶٬۶۳۳ کیلومترمربع مساحت و ۵۴٬۷۳۵ نفر جمعیت دارد و ۲٬۶۱۵ متر بالاتر از سطح دریا واقع شده‌است.